# Paramoudra

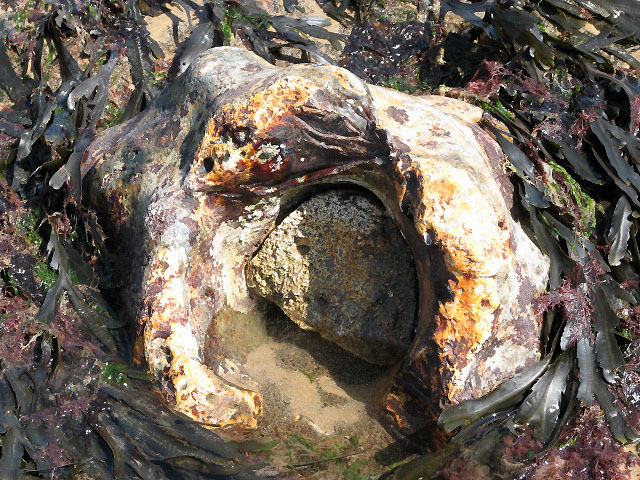
Paramoudra escapçada (detall) on encara es pot observar part del seu nucli de guix. East Runton (Anglaterra) 2008

Les paramoudres són concrecions silícies fossilitzades procedents de l'activitat d'organismes marins. Formen nòduls de sílex que embolcallen un centre reblert de guix. Es troben, principalment, en algunes àrees costaneres del nord-oest d'Europa. Tenen l'aspecte d'una bola i sovint es poden trobar agrupades i disposades en fileres. En les localitats costaneres, allà on n'hi abunden, les paramoudres són emprades habitualment als jardins com a testos de pedra natural. Actualment molts dels indrets on hi afloren les paramoudres han estat protegits.

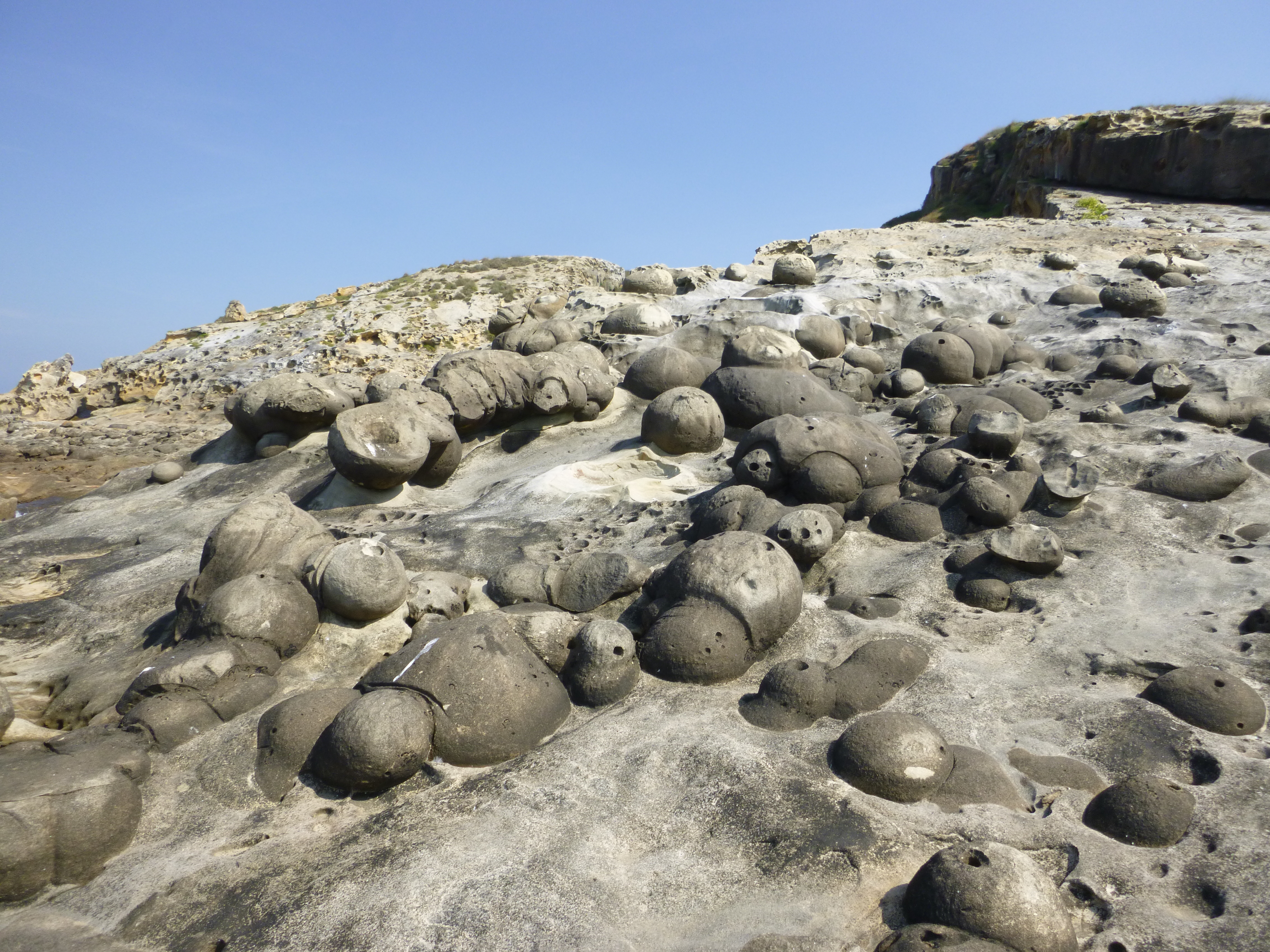
Paramudres a la platja de Jaizkibel, Euskadi

## Origen
La principal teoria infereix la procedència d'organismes marins que van viure en un mar càlid i poc profund ara fa entre 62 i 132 milions d'anys. Seria un icnofòssil de l'organisme anomenat científicament: Bathicnus paramoudrae. Aquests grans nòduls tenen originàriament un nucli central ple de guix. Quan resten exposats a l'onatge, el guix (més tou) s'erosiona deixant-hi un forat.

## Terminologia
El terme paramoudra s'ha utilitzat durant els últims 200 anys per a anomenar els nòduls de sílex en forma de bola. És una paraula gaèlica, probablement modificada, que significa "peres marines". També són anomenats vulgarment potstones, "pedres d'olla". Ha rebut, en cada lloc, noms populars: Paramoudra a Irlanda, Potstone a Anglaterra, Sassnitzer Dlumentopf a Alemanya i Flintkrukke a Dinamarca.

## Formació
S'ha conclòs que la formació de la paramoudra està associada a una cimentació diagenètica primerenca de calcita, glauconització i piritització. La identificació d'un espai buit o cavitat característica dins el sílex, aporta noves interpretacions sobre els fenòmens relacionats amb la seva formació. La cavitat reblerta amb guix crea una discussió sobre l'organisme causant, el seu medi i el tipus de diagènesi especial que s'ha produït.
El mar Cretaci s'elevava amb nivells molt més alts que els actuals i les esponges van colonitzar les plataformes continentals i es van multiplicar a un ritme sense precedents. S'han datat paramoudras i concrecions similars en els llits del Cretaci Superior, Danià, Campanià superior, Turonià i Cenomanià.
Els paramoudres combinen un cau d'alimentació i una via d'escapament o drenatge. L'organisme productor (Bathichnus paramoudrae, del guix) s'hauria alimentat de sediments i va reduir el valor del pH del medi amb els seus productes metabòlics. Això va provocar la precipitació d'àcid silícic en el seu interior i produït, al llarg del temps, el quars present com a sílex. Aquest sílex es trenca de manera concoïdal en el tipus de fractura normalment associada al sílex.
Altres teories apunten a les restes o empremtes d'un fòssil d'esponja pirititzat. La pirita es dispersa per abrasió i pot deixar al descobert rastres de la pell de l'esponja o de les seves cèl·lules epidèrmiques. El terme protoflint es suggereix per al sílice procedent de la mesoglea que les esponges excreten en capes durant el seu creixement (estructures d'escull i nòduls de sílex).

### Paramoudras de Jaizkibel
Les paramoudres de Jaizkibel són, en conjunt, de les millor conservades.
Estan formades per tres components diferents: el nucli central, les restes orgàniques de poliquets prehistòrics i la substància silícica que les envolta de manera característica. S'han plantejat dues teories per explicar la seva formació: la perspectiva proposada per Ziljstra el 1995 i la teoria de Clayton datada el 1986. Tots dos investigadors coincideixen en la procedència fòssil d'aquestes estructures.
Les capes silíciques es desenvolupen en les primeres etapes diagenètiques, sovint en un context amb condicions redox presents. La seva àrea d'extensió cobreix aproximadament 2.500 metres quadrats, podent arribar a assolir diàmetres de fins a un metre. Moltes d'aquestes concrecions es troben interconnectades mitjançant conductes o tubs.

## Morfologia
Tot i les hipòtesis sobre l'organisme causant i els diferents tipus de concrecions estudiades recentment, s'han proposat unes característiques morfològiques per a les paramoudres més comunes:
- Organisme: Bathicnus paramoudrae
- Columna central de guix endurit de 5 a 10 cm de diàmetre.
- Capa silicificada heterogènia externa entre la columna o nucli de guix i el sílex de 5 a 10 cm.
- Capa massiva de sílex compacte.
- Diàmetre total entre 30 i 60 cm.[11]

## Observació
En els penya-segats, les paramoudres poden aparèixer comprimides i dipositades en capes fines de sílex de forma tabular de difícil identificació. Altres, més evidents, poden estar apilades verticalment i envoltades per capes d'estrats deformats. En les rases i zones de contacte amb l'aigua marina, poden observar-se senceres o bé escapçades totalment o parcialment. Les més ben conservades i de major diàmetre solen estar apartades de l'onatge i recobertes per la sorra de la platja.

## Primeres recerques
William Buckland (1817) va identificar per primera vegada la paramoudra a Moira, Irlanda. Va descriure el nucli de guix no silicificat i característic que recorre el seu centre i la seva aparició apilada en columnes. Taylor (1824) va observar el nucli de guix interior endurit i en forma de columna. Fitch (1840) descriu el tub vertical del gruix d'un llapis que hi ha al centre del guix. C. Puggaard (1851) suggereix l'existència de branques laterals i també esmenta la tinció ferruginosa i els nòduls de pirita, i la considerava una esponja gegant que va anomenar "Spongia annula". F. V. Hagenow (1839) va descriure paramoudres en forma d'anells de Rügen i els considerava fòssils corporals de grans animals tous. H. G. Bronn (1848) va entendre la paramoudra com un fòssil corporal i l'anomenà "Amorphozoa indeterm inata, saepe Polythalamiis replete".
Charles Lyell (1838) va reconèixer la paramoudra com una "massa gegant d'esponges silícies". Lyell descriu les pedres, a prop de Norwich, com a "masses de sílex en forma de pera, de 3 peus d'alçada per peu de diàmetre, que es troben a una distància de 20 peus a 30 peus, en fileres, com una sèrie de pilars". En trencar-los, es va trobar que la massa de sílex contenia un nucli cilíndric de guix blanc pur d'una duresa excepcional. També, J. R. Mortimer, trobà pedres similars a prop d'Speeton (Anglaterra). Les descriu com a "columnes de sílex en forma de soca", amb una barreja de guix, que mesuraven entre 2 peus i 5 peus de diàmetre, amb un buit o cavitat en forma de plat al centre gairebé plana, i plena de guix dur. Encara va rebre una altra designació quan W. J. Sollas (1880) el va classificar en un gènere d'esponges com "Potirium cretaceum". Les teories actualment acceptades sobre l'origen i la formació de sílex per Bromley et al. (1975) i Clayton (1986), encara deixen preguntes sense resposta.